# Karol Emanuel Sabaudzki-Carignano
Karol Emanuel Ferdynand Sabaudzki-Carignano właściwie wł. Carlo Emanuele Ferdinando Savoia-Carignano (Racconigi, 24 października 1770 – Paryż, 16 sierpnia 1800) był szóstym Księciem Carignano.

## Życiorys
Syn Wiktora Amadeusza II i Józefiny Teresy Lotaryńskiej-Brionne, Karol Emanuel Sabaudzki-Carignano urodził się w Zamku Racconigi w 1770 roku. Od najmłodszych lat rozpoczął karierę wojskową, walcząc przeciwko rewolucji francuskiej z 1792 w 1796 w nadziei, uchronienia Piemontu od wpadnięcia w ręce wroga, ale po abdykacji Karola Emanuela IV postanowił przyłączyć się do nowego republikańskiego rządu w 1798 zrzekając się swoich tytułów. Francuzi, jednak, nie ufając mu, postanowili umieścić go najpierw w Dijon, a następnie w Chaillot (część Paryża). Jego szlacheckie tytuły przeszły na jego syna, Karola Alberta.
Karol Emanuel zmarł w 1800 roku, a jego szczątki zostały złożone w bazylice Superga w Turynie.

## Małżeństwo i dzieci
Karol Emanuel ożenił się w Turynie 24 października 1797 z księżniczką Marią Krystyną Albertą Kurladzką (Drezno, 7 grudnia 1779 – Paryż, 24 października 1851 roku).
Małżeństwo miało dzieci:
- Karl Albert wł. Carlo Alberto, Książę Carignano (1800-1831), Król Sardynii i Książę Sabaudii (1831-1849)[1][2][3][4][5]
- Maria Elżbieta wł. Maria Elisabetta księżniczka Carignano[1][2][3][4][5]

## Ordery
Najwyższy Order Zwiastowania Najświętszej Marii Panny (Order Annuncjaty) w 1788.

## Rodowód
| Karol Emanuel Sabaudzki-Carignano | Ojciec: Wiktor Amadeusz II Sabaudzki-Carignano | Dziadek po mieczu: Ludwik Wiktor Sabaudzki-Carignano         | Pradziadek po mieczu: Wiktor Amadeusz I Sabaudzki-Carignano     | Prapradziadek po mieczu: Emanuel Filibert Sabaudzki-Carignano           |
| Karol Emanuel Sabaudzki-Carignano | Ojciec: Wiktor Amadeusz II Sabaudzki-Carignano | Dziadek po mieczu: Ludwik Wiktor Sabaudzki-Carignano         | Pradziadek po mieczu: Wiktor Amadeusz I Sabaudzki-Carignano     | Praprababka po mieczu: Maria Katarzyna d'Este                           |
| Karol Emanuel Sabaudzki-Carignano | Ojciec: Wiktor Amadeusz II Sabaudzki-Carignano | Dziadek po mieczu: Ludwik Wiktor Sabaudzki-Carignano         | Prababka po mieczu: Maria Wiktoria Franciszka Sabaudzka         | Prapradziadek po mieczu: Wiktor Amadeusz II Sabaudzki                   |
| Karol Emanuel Sabaudzki-Carignano | Ojciec: Wiktor Amadeusz II Sabaudzki-Carignano | Dziadek po mieczu: Ludwik Wiktor Sabaudzki-Carignano         | Prababka po mieczu: Maria Wiktoria Franciszka Sabaudzka         | Praprababka po mieczu: Joanna Chrzciciel d'Albert de Luynes             |
| Karol Emanuel Sabaudzki-Carignano | Ojciec: Wiktor Amadeusz II Sabaudzki-Carignano | Babka po mieczu: Krystyna Henryka Heska-Rheinfels-Rothenburg | Pradziadek po mieczu: Ernest Leopold Hesja-Rheinfels-Rothenburg | Prapradziadek po mieczu: Wilhelm Heski-Rothenburg                       |
| Karol Emanuel Sabaudzki-Carignano | Ojciec: Wiktor Amadeusz II Sabaudzki-Carignano | Babka po mieczu: Krystyna Henryka Heska-Rheinfels-Rothenburg | Pradziadek po mieczu: Ernest Leopold Hesja-Rheinfels-Rothenburg | Praprababka po mieczu: Maria Anna Löwenstein-Wertheim                   |
| Karol Emanuel Sabaudzki-Carignano | Ojciec: Wiktor Amadeusz II Sabaudzki-Carignano | Babka po mieczu: Krystyna Henryka Heska-Rheinfels-Rothenburg | Prababka po mieczu: Eleanor Löwenstein-Wertheim-Rochefort       | Prapradziadek po mieczu: Maksymilian Karol Löwenstein-Wertheim          |
| Karol Emanuel Sabaudzki-Carignano | Ojciec: Wiktor Amadeusz II Sabaudzki-Carignano | Babka po mieczu: Krystyna Henryka Heska-Rheinfels-Rothenburg | Prababka po mieczu: Eleanor Löwenstein-Wertheim-Rochefort       | Praprababka po mieczu: Maria Polyksena Khuen Lichtenberg                |
| Karol Emanuel Sabaudzki-Carignano | Matka: Józefina Lotaryńska-Brionne             | Dziadek po kądzieli: Ludwik Lotaryński, książę Brionne       | Pradziadek po kądzielii: Ludwik Lotaryński, książę Lambesc      | Prapradziadek po kądzieli: Henryk Lotaryński, hrabia Brionne            |
| Karol Emanuel Sabaudzki-Carignano | Matka: Józefina Lotaryńska-Brionne             | Dziadek po kądzieli: Ludwik Lotaryński, książę Brionne       | Pradziadek po kądzielii: Ludwik Lotaryński, książę Lambesc      | Praprababka po kądzieli: Maria Magdalena d'Epinay                       |
| Karol Emanuel Sabaudzki-Carignano | Matka: Józefina Lotaryńska-Brionne             | Dziadek po kądzieli: Ludwik Lotaryński, książę Brionne       | Prababka po kądzieli: Joanna Henryka Małgorzata de Durfort      | Prapradziadek po kądzieli: Jakub Henryk de Durfort de Duras             |
| Karol Emanuel Sabaudzki-Carignano | Matka: Józefina Lotaryńska-Brionne             | Dziadek po kądzieli: Ludwik Lotaryński, książę Brionne       | Prababka po kądzieli: Joanna Henryka Małgorzata de Durfort      | Praprababka po kądzieli: Ludwika Magdalena Eschalard de La Marck        |
| Karol Emanuel Sabaudzki-Carignano | Matka: Józefina Lotaryńska-Brionne             | Babka po kądzieli: Ludwika de Rohan-Rochefort                | Pradziadek po kądzielii: Karol de Roanne, książę Rochefort      | Prapradziadek po kądzieli: Karol III de Roanne, książę Guéméné          |
| Karol Emanuel Sabaudzki-Carignano | Matka: Józefina Lotaryńska-Brionne             | Babka po kądzieli: Ludwika de Rohan-Rochefort                | Pradziadek po kądzielii: Karol de Roanne, książę Rochefort      | Praprababka po kądzieli: Karolina Eżbieta de Cochefilet                 |
| Karol Emanuel Sabaudzki-Carignano | Matka: Józefina Lotaryńska-Brionne             | Babka po kądzieli: Ludwika de Rohan-Rochefort                | Prababka po kądzieli: Eleonore de Béthisy de Maizières          | Prapradziadek po kądzieli: Eugène Marie de Béthisy, Marquis de Mézières |
| Karol Emanuel Sabaudzki-Carignano | Matka: Józefina Lotaryńska-Brionne             | Babka po kądzieli: Ludwika de Rohan-Rochefort                | Prababka po kądzieli: Eleonore de Béthisy de Maizières          | Praprababka po kądzieli: Eleonora Oglethorpe                            |